# Concord, Vermont
Concord är en kommun (town) i Essex County i delstaten Vermont, USA. Vid folkräkningen år 2000 bodde 1 196 personer på orten. Den har enligt United States Census Bureau en area på totalt 138,5 km², varav 5,2 km² är vatten.  